# المتحولون: الجانب المظلم للقمر
المتحولون: الجانب المظلم للقمر (بالإنجليزية: Transformers: Dark of the Moon)‏ هو فيلم حركة أُصدر في الولايات المتحدة سنة 2011. الفيلم من إخراج مايكل باي.

## القصة
مع استمرار التحالف سعى ميجاترون لاحتلال الكون مرة أخرى بمساعدة شوك وايف وساوند وايف وستار سكريم عن طريق 200 مفتاح تم بناءهم بواسطة برايم يسمى سنتنل برايم لاستدعاء جيشه للسيطرة على الأرض وقهر الاوتوبوتس
و في مره من المرات قديما سجل فيديو عن متحول على القمر ووجود بعض الادوات على القمر لكن بدأ علماء الفضاء ووكالة ناسا ببداية المشروع من جديد وصعد اوبيتموس مع بعض البشريين ووجدوا سفينة فضائية تنتمى إلى سنتنل برايم وبادخلها 4 مفاتيح والخامس المفتاح الرئيسى وبداخلها جسد سنتنل برايم معلم اوبتيموس برايم بعد نزول الاوتوبوتين الأرض ورجال الفضاء استخدم اوبيتموس السبارك لاحياء البرايم مره أخرى ويظن سنتنل برايم ان البشر عدائيين ومدمرين ويخبره عن المفاتيح الخمسة لكن يرفض سنتنل برايم ان ياخذ السبارك (مصفوفة القيادة) ويخدع ميجاترون سنتنل برايم ببناء كوكب سايبرتورن من جديد ويصدق سنتنل برايم ويسرق المفاتيح ويبدأوا في توزريع المفاتيح على الأرض إضافة إلى ذلك قتل صديق اوبتيموس (ايرون هايد) ويأمر ميجاترون باخلاء المتحولون الأرض والا ستهلك بقصد خداعهم وفعلا ينفذ ما أمر به ميجاترون لكن الاوتوبوتس كانوا على علم بحيلته وهربوا من المكوك الفضائى قبل ضرب ستار سكريم للمكوك ويبقى المتحولون على الأرض وبمساعدة ويتوكى لتدمير المفاتيح وقتل ميجاترون وبعد الملحمة اضطر اوبتيموس لقتل سنتنل برايم بعد فقد إحدى ذراعيه وبعدها يقتل ميجاترون الاسطورة.

## طاقم التمثيل

### البشر
- شيا لابوف في دور سام ويتويكي، خريج جامعي جديد مرتبط مرة أخرى بمصير بقاء الأرض
- جوش دوهامل في دور العقيد ويليام لينوكس، ضابط في قوات الصاعقة البرية في الجيش، الذي يقود فريق الهجوم السري نيست، وهي فرقة عمل دولية تقاتل الديسبتيكون مع الأوتوبوت
- جون تورتورو في دور سيمور سيمونز، العميل السابق المسؤول عن وحدة القطاع 7 المغلق والآن كاتب محترف ناجح
- تيريس جيبسون في دور رقيب رئيسي متقاعد في القوات الجوية الأمريكية (يو إس إيه إف) روبرت إبس ضابط الصف المسؤوول (إن سي أو آي سي) السابق لفرقة العمل نيست التي تعمل الآن في مركز كنيدي للفضاء
- روزي هنتنغتون وايتلي في دور كارلي سبنسر، حبيبة سام الجديدة
- باتريك ديمبسي في دور ديلان جولد، جامع سيارات ثري ومدير كارلي الذي يتعاون سراً مع الديسيبتيكون
- كيفين دان في دور رون ويتويكي، والد سام
- جولي وايت في دور جودي ويتويكي، والدة سام
- جون مالكوفيتش في دور بروس برازوس، مدير سام ورئيس شركة أكيوريتا سيستمز
- فرانسيس مكدورماند في دور شارلوت ميرنغ، مديرة الاستخبارات القومية
- كيكو اجينا في دور المعاونة والمساعدة لشارلوت ميرينغ
- ليستر سبايت في دور إدي «المتشدد»، عضو سابق في نيست
- جوش كيلي في دور ستون، عضو سابق في نيست
- ألن توديك في دور الهولندي، ومساعد سيمونز الشخصي
- مارك رايان في دور مشغل طيارة بدون طيار عسكرية
- كين جونغ في دور جيري «ديب» وانغ، مبرمج برامج شديد الارتياب الذي يعمل مع سام
- جلين مورشور في دور الجنرال مورشور، مدير نيست، الذي يتواصل مع الفرقة من البنتاغون
- بز ألدرن في دور نفسه، إذ يلتقي أوبتيموس برايم في مقر نيست
- بيل أورايلي في دور نفسه، يجري مقابلة مع سيمونز من خلال برنامجه التلفزيوني ذا أورايلي فاكتور
- إيليا باسكن في دور رائد الفضاء ديميتري، أحد رائدي الفضاء الروس الناجين الذي يقدم معلومات سام عن مهمات القمر
- أندي دالي في دور دوني، عامل غرفة بريد يكره وانغ
- إقبال ثيبا في دور الأمين العام للأمم المتحدة
- سامي الشيخ في دور فرج
- أنتوني عزيزي في دور سليماني
- ميندي سترلينج في دور مارثا، وكيلة تأمين
- كريس شيفلد في دور بيمبلي كوربرت كيد

### أًصوات
- بيتر كولين يؤدي صوت أوبتيموس برايم، قائد الأوتوبوت وحارس مصفوفة القيادة الذي يتحول إلى شاحنة نصف مقطورة من نوع بيتر بيلت 379 زرقاء وحمراء صنع سنة 1994.
- هوغو ويفنغ يؤدي صوت ميغاترون، زعيم الديسيبتيكون الذي ما زال مصابًا بجروح بالغة من المعركة في مصر ويتحول إلى شاحنة صهريج صدئة ذات 10 عجلات من نوع ماك تايتن.
- ليونارد نيموي يؤدي صوت سينتينل برايم، سلف أوبتيموس كزعيم للأوتوبوت وبعد ذلك عميل مزدوج للديسيبتيكون يتحول إلى سيارة إطفاء حمراء وسوداء من نوع روزينباور. كان هذا آخر دور سينمائي كبير لنيموي قبل وفاته في فبراير 2015.
- جيس هارنيل يؤدي صوت آيرونهايد، اختصاصي الأسلحة في الأوتوبوت، والثاني في القيادة بعد أوبتيموس برايم يتحول إلى جي إم سي توبكيك سي4500 سوداء صنع سنة 2006.
- تشارلي أدلر يؤدي صوت ستارسكريم، ثاني قائد بعد ميغاترون والذي يتحول إلى طائرة لوكهيد مارتن إف-22 رابتور.
- روبرت فوكسوورث يؤدي صوت راتشيت، المسؤول الطبي للأوتوبوت الذي يتحول إلى سيارة إسعاف للبحث والإنقاذ بيضاء وخضراء من طراز همر إتش 2 صنع عام 2004.
- جيمس ريمار يؤدي صوت سايدسوايب، مدرب القتال للأوتوبوت من فلم ريفينج أوف ذا فوين (المتحولون: ثأر الهاوي) الذي يتحول إلى سيارة شيفروليه كورفيت ستينغراي فضية مكشوفة صنع عام 2009.
- فرانشيسكو كوين يؤدي صوت دينو/ميراج، جاسوس الأوتوبوت الذي يتحول إلى سيارة فيراري 458 إيطاليا حمراء صنع سنة 2010. كان هذا هو الدور الأخير لكوين قبل وفاته بعد وقت قصير من إطلاق الفيلم.
- جورج كو يؤدي صوت كيو/وويلجاك، مهندس الأوتوبوت الذي يخترع الأدوات والمعدات والأسلحة ويتحول إلى سيارة مرسيدس بنز إي550 زرقاء صنع عام 2009. كان هذا هو الدور الأخير لكو قبل وفاته في يوليو 2015.
- توم كيني يؤدي صوت وييلي، طائرة بلا طيار تابع سابقًا للديسيبتيكون يتحول إلى طرف الأوتوبوت منذ فلم ريفينج أوف ذا فوين يتحول إلى سيارة وحشية زرقاء يُتحكم بها عن طريق الراديو
- رينو ويلسون يؤدي صوت برينز، شريك وييلي وزميل سابق من الديسيبتيكون كان طائرة دون طيار ويتحول إلى حاسب محمول من نوع لينوفو ثينكباد إيدج.
- فرانك ويلكر يؤدي أصوات:
  - شوكويف، العالم السادي للديسيبتيكون والقاتل
  - ساوندويف، ضابط الاتصالات للديسيبتيكون الذي يتحول إلى سيارة مرسيدس بنز إس إل إس إيه إم جي فضية.
  - باريكيد (غير موجود في شارة النهاية)، كشاف الديسيبتيكون الذي يختفي بشكل غامض بعد المعركة النهائية في الفيلم الأول. أدى صوته سابقًا جيس هارنل.
- رون بوتيتا يؤدي صوت رودباستر (يظهر في الشارة أيضًا باسم «أمب»)، وهو من فرقة الأوتوبوت ريكر يتحول إلى شيفروليه إمبالا رقم 88 التابعة للحرس الوطني /أمب إينرجي الخاصة بالسائق دالي إيرنهارد جونيور من فريق هيندريك موتورسبورتس
- جون ديماغيو يؤدي صوت ليدفوت (يظهر في الشارة أيضًا باسم «تارجت»)، زعيم فرقة الأوتوبوت ريكر يتحول إلى شيفروليه إمبالا رقم 42 التابعة لشركة تارجت الخاصة بالسائق خوان بابلو مونتويا من فريق إيرنهاردت غاناسي ريسينغ
- كيث شاربايكا يؤدي صوت ليزربريك، وهو ديسيبتيكون شبيه بالكندور مخلص بشدة لساوندويف وكثيرًا ما يغير أوضاع التحول.
- غريغ بيرغ يؤدي صوت إيغور، ديسيبتيكون مشوه يعمل كخادم شخصي لميجاترون في منفاه. يصور الفن التصوري إيغور على أنه رأس مقطوع لواحد من الجنود المستنسخة العديدة المدمر منذ فترة طويلة والذي أعاد ميجاترون بنائه.
- جيم وود يؤدي صوت كروبار (غير موجود في شارة النهاية)، زعيم الدريدز الذي يتحول إلى سيارة شرطة سوداء من طراز شيفروليه سوبربان. صوت وود ككروبار من تسجيلات صوت وود في دور بونكرشر مؤرشفة من الفيلم الأول.

### الشخصيات التي تتحدث كروبوت
- بمبلبي، كشاف الأوتوبوت وامي سام ويتويكي الذي يتحول إلى شفروليه كامارو صفراء وسوداء صنع سنة 2011.
- توبسبين، أوتوبوت ريكر يتحول إلى شيفروليه إمبالا رقم 48 التابعة للويز/كوبالت الخاصة بالسائق جيمي جونسون من فريق هندريك موتورسبورتز.
- كرانككيس، وهو من فريق الديسيبتيكون دريد يتحول إلى سيارة شرطة شيفروليه سوبربان سوداء.
- هاتشيت، وهو من فريق الديسيبتيكون رباعي الأطراف يتحول إلى سيارة شرطة شيفروليه سوبربان سوداء.
- دريلر، وهو ديسيبتيكون عملاق يشبه الديدان ذو مجسات، وهو الحيوان المرافق لشوكويف.
- ديفكون، وهو ديسيبتيكون رباعي الأطراف يشارك في معركة شيكاغو ويتحول إلى قاذفة صواريخ سوفيتية من طراز إم إيه زد-543بّي 8x8.
- لونغ هول، الباني يشارك في معركة شيكاغو ويتحول إلى شاحنة تفريغ كاتربيلر 773بي خضراء.

## ترشيحات وجوائز
| السنة | الحدث            | الفئة             | النتيجة |
| ----- | ---------------- | ----------------- | ------- |
| 2011  | جوائز سكريم 2011 | أفضل فيلم ثري دي  | فوز     |
| 2012  | جوائز آني 2012   | أفضل تأثيرات فيلم | فوز     |

## الميزانية والإيرادات
بلغت تكلفة إنتاج الفيلم حوالي 195 مليون دولار. الإيرادات بلغت 1,123,794,079 $ دولار أمريكي

## روابط خارجية
- المتحولون: الجانب المظلم للقمر على موقع IMDb (الإنجليزية)
- المتحولون: الجانب المظلم للقمر على موقع ميتاكريتيك (الإنجليزية)
- المتحولون: الجانب المظلم للقمر على موقع الموسوعة البريطانية (الإنجليزية)
- المتحولون: الجانب المظلم للقمر على موقع روتن توميتوز (الإنجليزية)
- المتحولون: الجانب المظلم للقمر على موقع نتفليكس (الإنجليزية)
- المتحولون: الجانب المظلم للقمر على موقع قاعدة بيانات الأفلام العربية
- المتحولون: الجانب المظلم للقمر على موقع ألو سيني (الفرنسية)
- المتحولون: الجانب المظلم للقمر على موقع Turner Classic Movies (الإنجليزية)
- المتحولون: الجانب المظلم للقمر على موقع أول موفي (الإنجليزية)
- المتحولون: الجانب المظلم للقمر على موقع بوكس أوفيس موجو (الإنجليزية)